# Slon sumaterský
Slon sumaterský (Elephas maximus sumatranus) je jedním z poddruhů slona indického, který žije na Sumatře. Mezinárodní svaz ochrany přírody zvýšil stupeň ohrožení tohoto poddruhu z ohrožený na kriticky ohrožený. V současné době zbývá v přírodě méně než 2000 zástupců slona sumaterského. Hlavní příčinou úbytku je kácení deštných pralesů a také se stávají terčem pytláků kvůli slonovině. Světový fond pro ochranu přírody uvedl, že pokud nebudou přijaty kroky k ochraně těchto slonů, do roku 2040 pravděpodobně tento druh vyhyne.